# Спейд, Кейт
Кэ́трин Ноэ́ль Бро́снахэн (англ. Katherine Noel Brosnahan; 24 декабря 1962, Канзас-Сити, Миссури, США — 5 июня 2018, Нью-Йорк, Нью-Йорк, США), профессионально известная под именем Кейт Спейд (англ. Kate Spade) или Кейт Валента́йн (англ. Kate Valentine) — американский модельер и предприниматель.

## Ранние годы жизни и карьера
Броснахэн родилась в Канзас-Сити, штат Миссури в семье Эрла Фрэнсиса Броснахэна (1929—20.06.2018) и Джун Броснахэн (Маллен). Окончила Академию Св. Терезы, католическую школу для девочек. Она училась в Канзасском университете, а затем перевелась в Университет штата Аризона, где присоединилась к Каппе Каппа Гамма и в 1985 году получила степень в области журналистики.
В 1986 году она работала в отделе аксессуаров в Mademoiselle на Манхэттене, в котором она значилась как Кэти Броснахэн.
В 1991 году она уволилась из Mademoiselle, на тот момент имея должность старшего редактора моды / руководителя аксессуаров. Работая над Mademoiselle, она заметила, что на рынке не было стильных сумочек, и решила создать свою собственную линию сумок.
Кейт и Энди Спейд основали Kate Spade New York в 1993 году.
В 1999 году она продала 56 % компании Neiman Marcus Group, а остальную часть компании в 2006 году.
В 2016 году она и её партнёры запустили новый модный бренд Frances Valentine .

## Личная жизнь и смерть
Актриса Рэйчел Броснахэн — племянница Спейд.
Спейд вышла замуж за Энди Спейда, брата актёра и комика Дэвида Спейда, в 1994 году. Их единственная дочь, Фрэнсис Беатрикс Спейд, родилась 18 февраля 2005 года. Последние десять месяцев жизни Кейт супруги жили раздельно, в соседних домах, но разводиться не планировали, поддерживая дружеские отношения и совместно воспитывая дочь Фрэнсис.
Спейд покончила с собой 5 июня 2018 года, повесившись у себя в квартире в Нью-Йорке. Рядом с ней была найдена предсмертная записка, адресованная её дочери. Как сообщалось позже, к самоубийству Спейд подтолкнула многолетняя депрессия, вызванная проблемами в бизнесе и личной жизни, из-за которых она также пристрастилась к алкоголю. Её муж утверждает, что у неё не было проблем с алкоголем или наркотиками, но последние пять лет она страдала от депрессии и тревожности, регулярно посещала специалиста по этому поводу и принимала медикаменты.
Отец Спейд, 89-летний Эрл Фрэнсис Броснахэн, скончался 20 июня 2018 года — за день до её похорон.